# Mercedes Pérez de Vargas

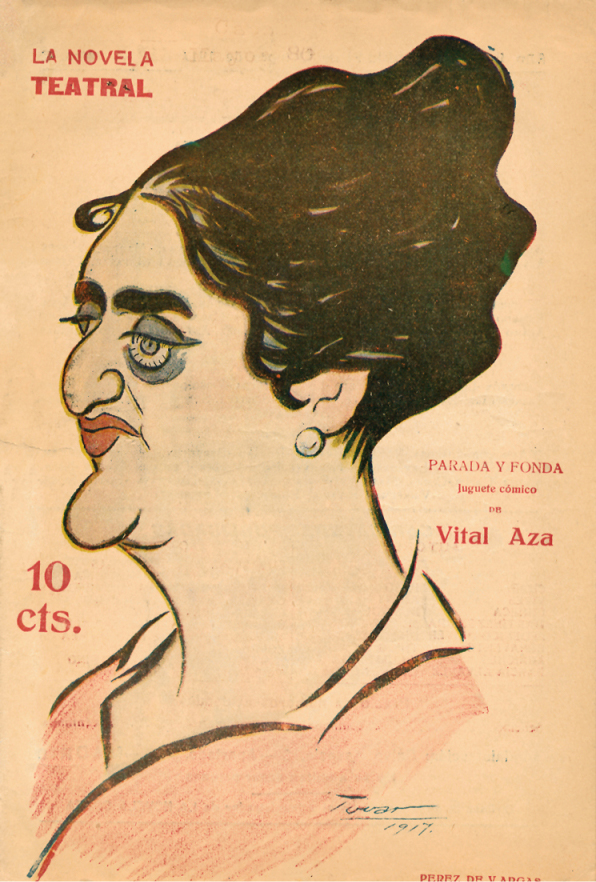
Caricaturizada por Tovar (1918)

Mercedes Pérez de Vargas (1889 - Madrid, 2 de febrero de 1925) fue una actriz española.

## Biografía

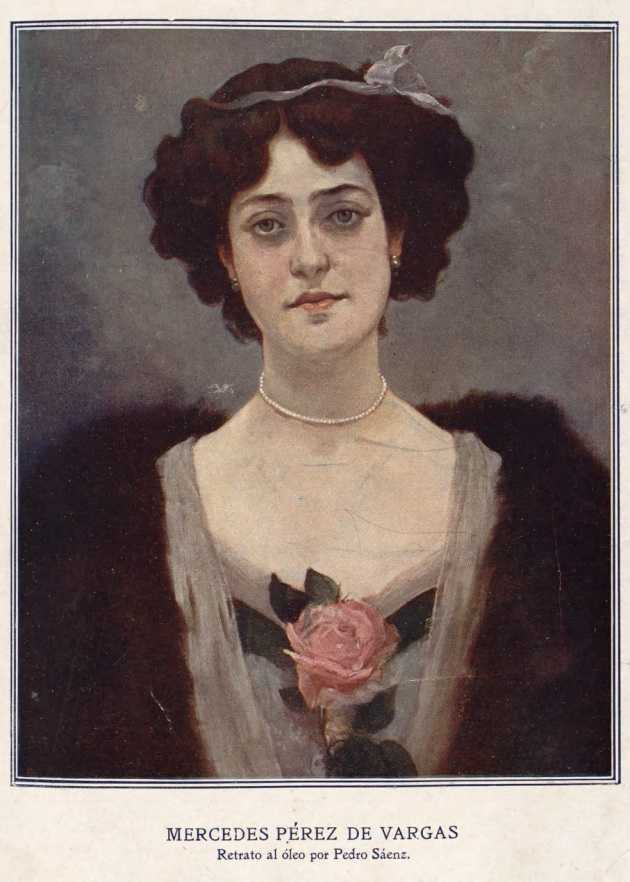
Retrato al óleo por Pedro Sáenz.

Una de las más destacadas actrices de la escena madrileña en el primer cuarto del siglo XX, debutó siendo aún muy joven y llegó a convertirse en primera actriz del Teatro de la Comedia. En la última etapa de su carrera desarrolló su carrera en los Teatros Lara y Cervantes.
A lo largo de su carrera tuvo ocasión de estrenar obras de los Hermanos Álvarez Quintero (Las de Caín, 1908; El centenario, 1909), Carlos Arniches (Mi papá, 1910; Genio y figura, 1910)), Manuel Linares Rivas o Jacinto Benavente, destacando de éste, su interpretación en La escuela de las princesas (1909), los estrenos de La propia estimación (1915) y La Inmaculada de los Dolores (1918) y la reposición de La princesa Bebé (1916).
Falleció el 2 de febrero de 1925 a causa de un cáncer de intestino. La comitiva del entierro partió del domicilio de la actriz en el número 3 de la Plaza de Oriente, hasta el cementerio de la Almudena. Presidían el duelo: su sobrino, el escritor Celso Lucio de la Arena, y el hermano político de la actriz, el autor teatral Mariano Muzas Belenguer. En el acompañamiento figuraban numerosos escritores (Marquina, Álvarez Quintero, Muñoz Seca).